# Tổ Thúy
Tổ Thúy (tiếng Trung: 祖翠; sinh ngày 20 tháng 6 năm 1990) là một vận động viên bóng ném đồng đội người Trung Quốc. Cô chơi cho câu lạc bộ An Huy HC, và đội tuyển quốc gia Trung Quốc. Cô đại diện cho Trung Quốc tại Giải vô địch bóng ném nữ thế giới 2013 ở Serbia, nơi đội Trung Quốc xếp thứ 18.